# 40956 Ericamsel
40956 Ericamsel è un asteroide della fascia principale. Scoperto nel 1999, presenta un'orbita caratterizzata da un semiasse maggiore pari a 2,5828565 au e da un'eccentricità di 0,1227877, inclinata di 11,91013° rispetto all'eclittica.